# S.D.R. Biotec
S.D.R. Biotec war ein Unternehmen, welches nahe der Deponie Cröbern bei Pohritzsch in Sachsen von 1999 bis 2011 Sondermüll behandelte. Die Firma verarbeitete überwiegend Schlacken aus der Aluminiumindustrie, Filterstäube aus Müllverbrennungsanlagen sowie Ölschlämme aus Industrieanlagen. S.D.R. gab vor die Schadstoffe per kristallchemischer Einbindung zu immobilisieren, was aber nicht der Fall war. Die behandelten Immobilisate wurden anschließend auf Deponien in Sachsen, Sachsen-Anhalt und Thüringen abgelagert.
2008 wurden bei den Staubimmissionen Grenzwert-Überschreitungen für Blei, Cadmium, Arsen, Nickel und Thallium gemessen. Bodenuntersuchungen im Jahr 2009 ergaben deutliche Grenzwertüberschreitungen für Blei und Cadmium (8.000 mg Blei und über 400 mg Cadmium/kg TS) im Umfeld der Anlage.
Teilweise wurden Immobilisat-Lieferungen der S.D.R. Biotec zu den sächsischen Deponien AAD Spröda (2006), DWW Chemnitz (2008) und der ZDC Cröbern (2008) aufgrund überhöhter Schwermetallkonzentrationen abgewiesen.
Anfang 2011 wurde der Betrieb durchsucht und zum 1. April 2011 schloss die Staatsanwaltschaft S.D.R. Biotec. Die Staatsanwaltschaft Leipzig erhob Ende 2012 Anklage gegen die Betreiber des Unternehmens.
Nach der Schließung lagern heute noch immer über 700 Tonnen an Abfällen auf dem Gelände der S.D.R. Biotec.